# Adalia (djur)
Adalia är ett släkte av nyckelpigor i familjen Coccinellidae.
Till släktet hör:
- Tvåprickig nyckelpiga,  Adalia bipunctata
- Tioprickig nyckelpiga, Adalia decempunctata
- Granskogspiga, Adalia conglomerata
- Polarnyckelpiga, Adalia frigida

## Bildgalleri

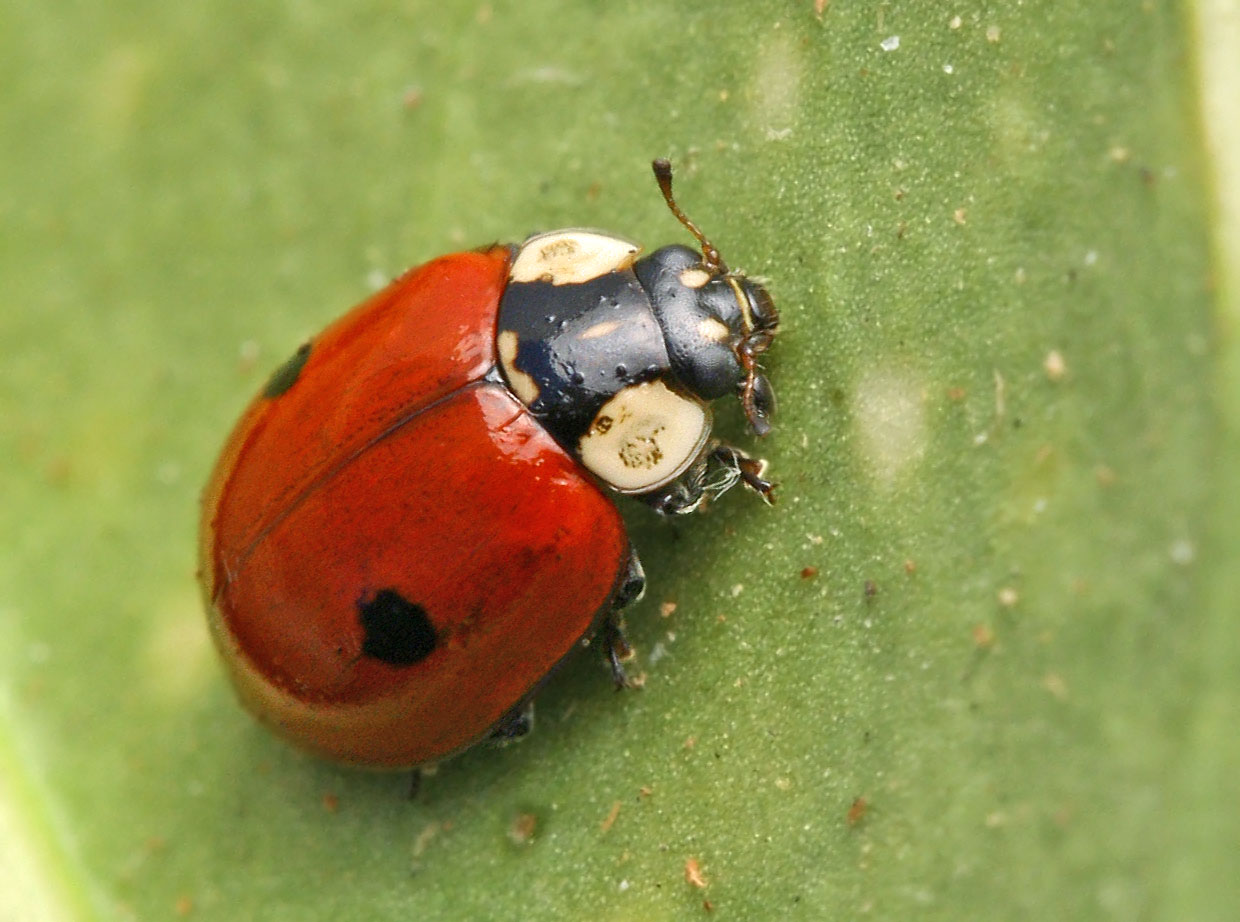
Tvåprickig nyckelpiga
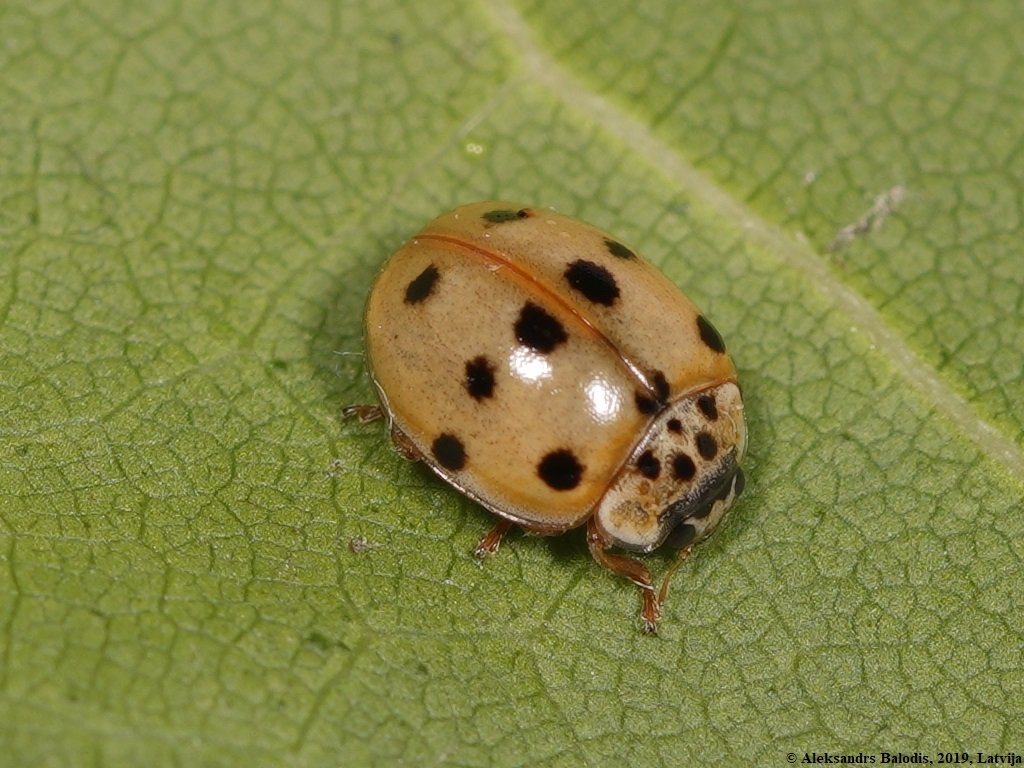
Tioprickig nyckelpiga
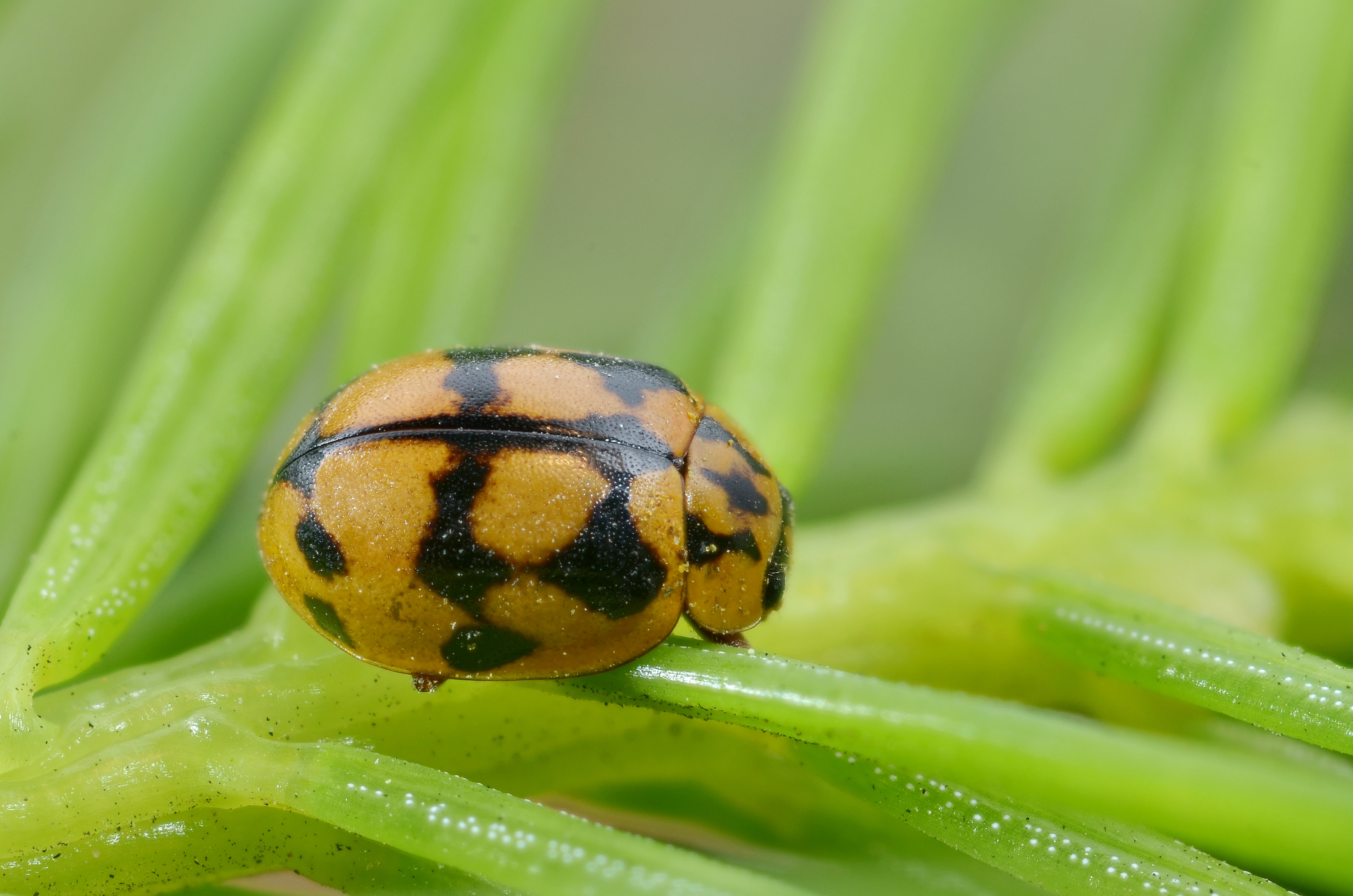
Granskogspiga